# Крикбеф ла Кампањ
Крикбеф ла Кампањ (фр. Criquebeuf-la-Campagne) насеље је и општина у северној Француској у региону Горња Нормандија, у департману Ер која припада префектури Евре.
По подацима из 2011. године у општини је живело 260 становника, а густина насељености је износила 33,55 становника/km². Општина се простире на површини од 7,75 km². Налази се на средњој надморској висини од 169 метара (максималној 162 m, а минималној 143 m).

## Демографија
| 1962. | 1968. | 1975. | 1982. | 1990. | 1999. | 2011. |
| ----- | ----- | ----- | ----- | ----- | ----- | ----- |
| 156   | 191   | 200   | 193   | 201   | 192   | 260   |

График промене броја становника у току последњих година